# Gene Hoglan
Gene Hoglan, właśc. Eugene Victor Hoglan II (ur. 31 sierpnia 1967 w Dallas w stanie Teksas w USA), znany również jako „The Atomic Clock” – amerykański muzyk i instrumentalista (perkusista). Jego styl gry charakteryzuje się szybkim tempem i opanowaną do perfekcji grą stopami. Znany z występów w grupach muzycznych Dark Angel, Death, Testament, Tenet, Strapping Young Lad oraz współpracy z grupami muzycznymi Meldrum, Opeth, Old Man’s Child, Daemon. W latach 2009–2012 perkusista Fear Factory.
Na perkusji gra od 13 roku życia, prace na scenie heavymetalowej rozpoczął w wieku 17 lat jako pracownik techniczny grupy muzycznej Slayer. W 2010 roku uzyskał nominację do Revolver Golden Gods Awards w kategorii Best Drummer.

## Instrumentarium
| Bębny Pearl Reference Series - 24x16 bass drum x 2 - 12x10 tom - 14x12 tom - 18x16 floor tom - 14x8 snare drum Osprzęt firmy Pearl - B1000 boom stand x 7 - H2000 hi-hat stand - S2000 snare stand - P2000C pedal x 2 - T2000 double tom stand - D2000 throne |  | Talerze firmy Sabian - Paragon Splash 8" - Paragon Splash 10" - HH Power Bell Ride 22" - AAX X-Celerator Hats 15" - HH Power Bell Ride 22" - Paragon Chinese 19" - AAX X-Plosion Fast Crash 18" - AAX Metal Crash 18" - AAX Metal Crash 19" - AAX Chinese 20" Pedały - Tama Camco Bass Pedals |

## Dyskografia
| Dark Angel - Darkness Descends (1986, Combat Records) - Leave Scars (1989, Combat Records) - Live Scars (EP, 1989, Combat Records) - Time Does Not Heal (1991, Combat Records) - Decade Of Chaos (1992, Relativity Records) Devin Townsend - Infinity (1998, HevyDevy Records) - Physicist (2000, HevyDevy Records) - Terria (2001, HevyDevy Records) Death - Individual Thought Patterns (1993, Relativity Records) - Symbolic (1995, Roadrunner Records) Testament - Demonic (1997, Burnt Offerings) - Dark Roots of Earth (2012, Nuclear Blast) - Brotherhood of the Snake (2016, Nuclear Blast) |  | Strapping Young Lad - City (1997, Century Media Records) - Live in Australia: No Sleep ’till Bedtime (1998, Century Media Records) - Strapping Young Lad (2003, Century Media Records) - For Those Aboot to Rock: Live at the Commodore (DVD, 2004, Century Media Records) - Alien (2005, Century Media Records) - The New Black (2006, Century Media Records) - 1994–2006 Chaos Years (2008, Century Media Records) Inne - Old Man’s Child – Ill-natured Spiritual Invasion (1998, Century Media Records) - Tenet - Sovereign (2009, Century Media Records) - Zimmers Hole - When You Were Shouting at the Devil... (2008, Century Media Records) - Fear Factory – Mechanize (2009, Candlelight Records) - Behind the Player: Dimmu Borgir (DVD, 2010, Alfred Music Publishing) - Gene Hoglan - The Atomic Clock (DVD, 2010, Hoglan Industries) |

## Filmografia
- Get Thrashed (2006, film dokumentalny, reżyseria: Rick Ernst)[19]